# Pselaphorhynchites elusus
Espèce
Pselaphorhynchites elusus est une espèce d'insectes coléoptères appartenant à la famille des Attelabidae.

## Synonyme
- Rhynchites elusus Blatchley, 1916

## Première publication
- (en) WS Blatchley, A new genus and species of Nitidulini, with descriptions of other new species from Indiana and Florida, The Canadian Entomologist, 1916, 48:(3) 91-96, DOI 10.4039/Ent4891-3